# Holarchaea
Holarchaea là một chi nhện trong họ đơn chi Holarchaeidae. Chúng sinh sống trong rừng Tasmania và New Zealand.

## Các loài
- Holarchaea globosa (Hickman, 1981) (Tasmania)
- Holarchaea novaeseelandiae (Forster, 1949) (New Zealand)

## Hình ảnh

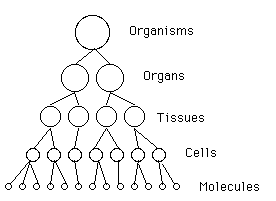